# Dunkirk (New York)
Dunkirk ist eine US-amerikanische Stadt im Chautauqua County des Bundesstaats New York. Das U.S. Census Bureau hat bei der Volkszählung 2020 eine Einwohnerzahl von 12.743 ermittelt.

## Geografie
Dunkirk grenzt im Norden an den Eriesee. Es teilt sich eine Grenze mit dem Dorf Fredonia im Süden und mit der Kleinstadt Dunkirk im Osten und Westen. Dunkirk ist die westlichste Stadt im Bundesstaat New York.

## Geschichte
Die Erie, die eine der Irokesen-Sprachen sprechen, bewohnten dieses Gebiet des bewaldeten Seeufers entlang des südlichen Ufers des Eriesees bis weit in die 1600er Jahre hinein, als Europäer, vor allem Franzosen, begannen, Handel rund um die Großen Seen zu treiben. Sie wurden vom Volk der Seneca, einer der Fünf Nationen des mächtigen Irokesenbundes, die hier und weiter östlich in New York ansässig waren, verdrängt. Die europäisch-amerikanische  Besiedlung der Chadwick Bay und die anschließende Gründung der Siedlung von Dunkirk – benannt nach Dünkirchen in Frankreich – begannen im frühen 19. Jahrhundert. 1851 wurde Dunkirk der (vorläufige) Endpunkt der von New York kommenden Bahnstrecke an den Eriesee. Sie war mit 714 km damals die längste Bahnstrecke der Welt und wurde durch den US-Präsidenten, Millard Fillmore, persönlich eröffnet. Die Erhebung zur Stadt erfolgte 1880.
Dunkirk erlangte 1946 internationale Anerkennung für die „Dunkirk-to-Dunkerque“-Kampagne. Es war ein humanitäres Hilfsprogramm für seine Namensgeberin und Schwesterstadt Dünkirchen, die im Zweiten Weltkrieg verwüstet worden war. Dunkirk-to-Dunkerque wurde zum Vorbild für ähnliche Hilfsaktionen in anderen Städten der Vereinigten Staaten.
Dunkirk war einst ein Zentrum für die Stahlproduktion, den Kohlebergbau und den Bau von Lokomotiven. Diese Industrien verloren mit der Zeit allerdings an Bedeutung und die Bevölkerungszahl der Stadt begann zu sinken. Programme zur Revitalisierung der Stadt sind heute im Aufbau.

## Demografie
Nach der Volkszählung von 2010 leben in Dunkirk  12.563 Menschen in 5477 Haushalten. Die Bevölkerungsdichte liegt bei 1119,2 Personen/km². Auf die Fläche der Stadt verteilt befinden sich 6071 Wohneinheiten, das entspricht einer mittleren Dichte von 517,4 Einheiten pro km². Die Bevölkerung teilt sich auf in 65,7 % Weiße, 5,1 % Afroamerikaner, 0,5 % indianischer Abstammung, 0,5 % Asiaten, 9,1 % sonstige und 1,8 % mit zwei oder mehr Ethnizitäten. Hispanics oder Latinos aller Ethnien machten 26,4 % der Bevölkerung von Dunkirk aus. In Vergleich zum Durchschnitt von New York weist Dunkirk ein niedrigeres Haushaltseinkommen und niedrigere Lebenserhaltungskosten auf.
| Jahr      | 1940   | 1950   | 1960   | 1970   | 1980   | 1990   | 2000   | 2010   | 2020   |
| --------- | ------ | ------ | ------ | ------ | ------ | ------ | ------ | ------ | ------ |
| Einwohner | 17.713 | 18.007 | 18.205 | 16.855 | 15.310 | 13.989 | 13.131 | 12.563 | 12.743 |

## Söhne und Töchter der Stadt
- Samuel Hopkins Adams (1871–1958), Journalist und Schriftsteller
- Celestine Joseph Damiano (1911–1967), Geistlicher der römisch-katholischen Kirche